# 1959 aux Territoires du Nord-Ouest
Chronologie des Territoires du Nord-Ouest
- 1955
- 1956
- 1957
- 1958
- 1959
- 1960
- 1961
- 1962
- 1963

Cette page concerne les événements survenus en 1959 dans le territoire canadien des Territoires du Nord-Ouest.

## Politique
- Premier ministre : Robert Gordon Robertson (Commissaire en gouvernement)
- Commissaire :
- Législature :

## Naissances
- Natar Ungalaaq (né en 1959 à Igloolik, actuellement Nunavut), comédien, réalisateur et sculpteur canadien inuktitut.